# John Farrell (évêque)
Pour les articles homonymes, voir John Farrell.
Mgr John Farrell (1820-1873) fut le premier évêque de Hamilton au Canada.

## Biographie
Né à Armagh, en Irlande le 2 juin 1820, il fut ordonné le 3 octobre 1845, et exerça le saint ministère dans le Haut-Canada. Il était curé de Peterboro, lorsqu'il fut nommé premier évêque d'Hamilton par une bulle du pape Pie IX datée du 17 février 1856. 
Il fut consacré le 11 mai 1856, par Mgr Phelan, évêque de Carrha, assisté des évêques de Charbonnel, de Toronto et Guigues d'Ottawa. Mgr Farrell assistait aux grandes solennités de Rome, célébrées en juin 1867. Il est décédé le 26 septembre 1873, et inhumé dans sa cathédrale.